# 陈懽墓
陈懽墓，位于中国广东省湛江市遂溪县乐民镇调神村西侧岭，为遂溪县的一个县级文物保护单位，类型为古墓葬，公布时间为2005年4月6日。
陈懽墓的历史年代为清代。